# Ernst Delaquis
Ernst Delaquis (* 13. November 1878 in Alexandria, Ägypten; † 1. September 1951 in Davos) war ein Schweizer Rechtswissenschaftler und Hochschullehrer.

## Leben und Werk
Delaquis, Sohn des Kaufmannes Jacob Auguste Delaquis und dessen Frau Marie, studierte nach dem Abitur in St. Gallen ab 1898 Rechtswissenschaften an den Universitäten Heidelberg, München und Berlin. In Berlin war er nach seinem Abschluss Assistent von Franz von Liszt und promovierte unter dessen Betreuung 1904 mit einer Arbeit über den untauglichen Versuch zum Dr. iur. 1907 habilitierte er sich ebenfalls in Berlin und erhielt die Venia legendi für Strafrecht und Strafprozessrecht.
Von 1914 bis 1919 war er ausserordentlicher Professor an der Universität Frankfurt am Main. 1919 wurde er Chef der Polizeiabteilung des Eidgenössischen Justiz- und Polizeidepartements. Gleichzeitig war er Honorarprofessor für internationales Strafrecht, Gefängniskunde und Kirchenrecht an der Universität Bern. 1929 nahm er einen Ruf der Universität Hamburg auf einen ordentlichen Lehrstuhl für Straf- und Strafprozessrecht an, den er bis 1934 innehatte. Ab 1932 war er zudem Schweizer Konsul. 1934 wurde er Direktor des Schweizerischen Touring-Clubs, was er bis 1938 blieb. Gleichzeitig war er Honorarprofessor an der Universität Genf. Von 1938 bis 1949 war er Generalsekretär der Internationalen Strafrechts- und Gefängniskommission in Bern, seit 1944 auch ordentlicher Professor an der Universität Bern. 1949 trat er von seinen Ämtern aus gesundheitlichen Gründen zurück.
Delaquis’ Forschungs- und Publikationsschwerpunkte lagen vor allem in der Kriminalpolitik, dem Gefängniswesen und der Strafrechtsreform. Seine Schriften hatten wesentlichen Einfluss auf das Straftilgungsgesetz und die Strafregisterverordnung von 1920 sowie auf die Vereinheitlichung des Schweizer Strafrechts. Geprägt durch seinen Lehrer Liszt wurde Delaquis zu einem der bedeutendsten Vertreter der von Liszt begründeten modernen soziologischen Strafrechtsauffassung.
Delaquis war seit 1908 verheiratet mit Charlotte Névir, mit der er insgesamt zwei Töchter und einen Sohn hatte.

## Werke (Auswahl)
- Zur Lehre vom Untauglichen Versuch. Ernst Reimer, Berlin 1904 (Dissertation).
- Die Rehabilitation Verurteilter. De Gruyter, Berlin 1906.
- Die Rehabilitation Im Strafrecht. De Gruyter, Berlin 1907.